# طبقه بعدی
طبقه بعدی (به انگلیسی: Next Floor) یک فیلم کوتاه ساخته دنی ویلنوو کارگردان کانادایی ست. فیلم سینمایی پلتفرم ساخته گالدر گازتلو-اوروتیا مشابه همین فیلم است.
این فیلم یک فیلم سوررئالیستی و معنا گراست طبقه بعدی در سال ۲۰۰۸ ساخته شد و نخستین‌بار در بخش برنامهٔ هفته منتقدین جشنواره فیلم کن به نمایش درآمد.

## خلاصه داستان
یازده مهمان در یک ضیافت مجلل، گرد یک میز جمع شده‌اند؛ و در حال خوردن غذا هستند در این مهمانی حوادثی رخ می‌دهد که عادی به نظر نمی‌رسد…